# Skylanders (computerspelserie)
Skylanders is een computerspelserie uitgegeven door Activision.

## Beschrijving
De spellen worden gespeeld door het plaatsen van figuren op de 'Portal of Power', een apparaat dat de code van een figuur uitleest door middel van NFC (near-field communication) en daarmee het figuur 'importeert' in het spel als een speelbaar personage. In de eerste drie spellen die uitkwamen in de serie zijn er acht elementaire categorieën waartoe een figuur, die bekendstaat als een Skylander, kan behoren: aarde, lucht, vuur, magie, water, leven, tech en ondood. Sinds de introductie van het vierde spel, Trap Team, zijn er twee elementaire categorieën toegevoegd: licht en duister. Er zijn in totaal 247 skylanders.
In aanvulling op de standaard Skylanders, zijn er varianten (bijvoorbeeld "Dark Spyro" voor Skylanders: Spyro's Adventure en "Punch Pop Fizz" voor Skylanders: Giants), "legendarische" varianten en de 'sidekick' Skylanders uitgebracht. Het tweede spel (Skylanders: Giants) introduceerde de "Giants" (grotere figuren), serie 2-versies van de terugkerende figuren en "lightcore" figuren (die gedeeltelijk oplichten als ze op de portal gezet worden). Het derde spel van de serie, Skylanders: Swap Force, introduceerde onder andere de "Swap Force"figuren met de mogelijkheid om de bovenste en onderste helft van het figuur van elkaar te scheiden en op een andere helft van een Swap Forcefiguur te plaatsen, om zodoende meerdere nieuwe speelbare personages te creëren.
Skylanders: Trap Team, het vierde spel van de serie, werd officieel aangekondigd op 23 april 2014, op de officiële Skylanders-Facebookpagina met een trailer, en werd uitgebracht op 2 oktober 2014 in Australië, Noord-Amerika (5 oktober) en Europa (10 oktober) volgden later. Dit vierde spel in de serie introduceerde de 'Trap Master Skylanders', personages die grote wapens gemaakt van kristal hanteren, en vallen die het mogelijk maken om vijanden in vast te leggen, om deze daarna in het spel te spelen als speelbaar personage.
Skylanders: SuperChargers, het vijfde spel in de serie, werd in Europa op 25 september 2015 uitgebracht. Dit spel introduceerde de "Superchargers" en hun voertuigen. Deze speciale Skylanders hadden hun eigen land-, zee- of luchtvoertuig om bij speciale locaties in het spel te komen. Ook werden hier de eerste cross-over Skylanders geïntroduceerd: Bowser en Donkey Kong uit de Super Mario serie.
Skylanders: Imaginators was het zesde en laatste spel in de serie. Hierbij werden de speciale "Imaginators" toegevoegd. Met deze speciale personages kunnen spelers hun eigen Skylanders maken. Hierbij kunnen ze kiezen uit tien verschillende gevechtsklassen. Ook werden speciale "Sensei" Skylanders geïntroduceerd. Deze Skylanders behoorden allemaal tot een van de tien gevechtsklassen en zijn vaak sterker dan normale Skylanders. Bij dit spel werden de speciale cross-over Skylanders Crash Bandicoot en Doctor Neo Cortex uit de Crash Bandicoot serie toegevoegd.

## Spellen in de serie
| Jaar | Titel                            | Platforms                                                                                         |
| ---- | -------------------------------- | ------------------------------------------------------------------------------------------------- |
| 2011 | Skylanders: Spyro's Adventure    | Macintosh, PlayStation 3, Wii, Windows, Xbox 360, Nintendo 3DS, Wii U                             |
| 2012 | Skylanders: Giants               | Pc, PlayStation 3, Xbox 360, Wii, Wii U, Nintendo 3DS                                             |
| 2013 | Skylanders: Swap Force           | PlayStation 3, PlayStation 4, Xbox 360, Xbox One, Wii, Wii U, Nintendo 3DS                        |
| 2014 | Skylanders: Trap Team            | PlayStation 3, PlayStation 4, Xbox 360, Xbox One, Wii, Wii U, Nintendo 3DS, Android, iOS, Fire OS |
| 2015 | Skylanders: SuperChargers        | PlayStation 3, PlayStation 4, Xbox 360, Xbox One, Wii U, iOS                                      |
| 2015 | Skylanders: SuperChargers Racing | Wii, Nintendo 3DS                                                                                 |
| 2016 | Skylanders: Imaginators          | PlayStation 3, PlayStation 5, PlayStation 4, Xbox 360, Xbox One, Wii U, Switch                    |

## Verkoop
Tot aan februari 2015 heeft de Skylanders-serie meer dan 3 miljard Amerikaanse dollar aan omzet opgeleverd. Hiermee staat de serie in de top 20 van bestverkopende computerspel-franchises ooit.

## Innovatie
De eerste versie van het spel, Skylanders: Spyro's Adventure was het eerste computerspel met het zogenaamde 'Toys to life'-concept, waarbij verschillende apart verkrijgbare figuren te spelen zijn als personage in het spel. Een spel dat op dit concept van de Skylandersformule inhaakte, was Disney Infinity.